# Florin Hidișan
Florin Hidișan (n. 24 iunie 1982, Râmnicu Vâlcea, România - d. 11 septembrie 2022, Cluj-Napoca, România) a fost  un fotbalist român care a evoluat, pe postul de mijlocaș ofensiv, la clubul FC UTA Arad.

## Carieră
A debutat pentru FC Argeș Pitești în Liga I pe 23 august 2003 într-un meci terminat la egalitate împotriva echipei FC Timișoara.